# Ram Nath Kovind
Ram Nath Kovind (Derapur, Uttar Pradesh, India Británica; 1 de octubre de 1945) es un abogado y político indio, décimo cuarto Presidente de la India desde el 25 de julio de 2017 hasta el 25 de julio de 2022. Fue también el gobernador de Estado de Bihar desde 2015 hasta 2017. y fue miembro del Rajya Sabha (cámara alta del parlamento) entre 1994 y 2006. Fue líder del partido Bharatiya Janata (BJP). Fue nominado como candidato a presidente por la Alianza Nacional Democrática, la actual coalición gobernante del país y triunfó en la elección presidencial indirecta de 2017, convirtiéndose en el segundo dalit en ser elegido como jefe de Estado de la India.
Antes de entrar en la política, fue abogado durante 16 años y practicó en el Tribunal Superior de Delhi y el Tribunal Supremo hasta 1993.

## Primeros años
Nació el 1 de octubre de 1945 en la aldea de Paraukh en el distrito de Kanpur Dehat, actual Estado de Uttar Pradesh, pero que todavía en ese entonces pertenecía aún a la denominada India Británica bajo dominio inglés. Su padre Maikulal era un Kori sin tierra, una casta que se convierte en Dalit, y trabajaba en una pequeña tienda para abastecer a su familia. Era el más joven de cinco hermanos y dos hermanas. Nació en una choza de barro, que finalmente se derrumbó. Tenía solo cinco años cuando su madre murió por quemaduras cuando su vivienda de paja se incendió. Kovind más tarde donó su tierra a la comunidad.
Después de su educación primaria, tuvo que caminar cada día al pueblo de Khanpur, a 8 km de distancia, para asistir a la escuela secundaria, ya que no contaban con una bicicleta. Él sostiene una licenciatura en comercio y un grado en derecho de la universidad de DAV (afiliado con la universidad de Kanpur).

## Trayectoria

### Como abogado
Después de graduarse por la Universidad de Kampur, Kovind se dirigió a Delhi para prepararse para el examen de servicio civil. Sin embargo, aunque logró pasarlo en su tercer intento, fue seleccionado para un servicio aliado en lugar de formar parte de la Servicio Administrativo Indio (IAS), y por lo tanto comenzó a ejercer como abogado.
Kovind se inscribió como abogado en 1971 con el consejo de abogados de Delhi. Fue Defensor del Gobierno Central en el Tribunal Superior de Delhi de 1977 a 1979. Entre 1977 y 1978, también sirvió como asistente personal del entonces Primer ministro de la India Morarji Desai. En 1978, se convirtió en un defensor registrado del Tribunal Supremo de la India y sirvió como asesor del Gobierno Central en el Tribunal Supremo de la India de 1980 a 1993. Hasta dicho año ejerció en el Tribunal Supremo de Delhi y el Tribunal Supremo. Como abogado proporcionó ayuda legal gratuita a los sectores más débiles de la sociedad, las mujeres y los pobres bajo la Sociedad de Ayuda Legal Gratuita en Nueva Delhi.

### Carrera política
En 1991 se unió al partido político Bharatiya Janata. Sirvió como Presidente de la Rama Dalit del partido entre 1998 y 2002, y como su portavoz nacional. Durante la década de 1990, fue candidato del partido a miembro del Parlamento por Uttar Pradesh en dos ocasiones, pero perdió.
Finalmente fue elegido en abril de 1994 como miembro del Rajya Sabha por Uttar Pradesh. Ejerció el cargo por un total de doce años, dos períodos consecutivos, hasta abril de 2006. Como miembro del parlamento, sirvió en el Comité Parlamentario para el Bienestar de Petróleo y Gas Natural, Justicia Social y Empoderamiento, Legislación y Justicia. Él también sirvió como el presidente del comité de la casa de Rajya Sabha. Durante su carrera como parlamentario, bajo el Plan de Desarrollo del Área Local de los Miembros del Parlamento, se enfocó en la educación en áreas rurales ayudando en la construcción de edificios escolares en Uttar Pradesh y Uttrakhand. Como miembro del parlamento, visitó Tailandia, Nepal, Pakistán, Singapur, Alemania, Suiza, Francia, el Reino Unido y los Estados Unidos en viajes de estudio. En octubre de 2002, representó a la India ante las Naciones Unidas, dirigiéndose a la Asamblea General de la ONU.

### Gobernador de Bihar
El 8 de agosto de 2015, el presidente Pranab Mukherjee designó a Kovind gobernador del Estado de Bihar. El 16 de agosto de 2015, el juez en funciones del Tribunal Superior de Patna, Iqbal Ahmad Ansari, administró el juramento a Kovind como el 35º Gobernador de Bihar. La juramentación tuvo lugar en Raj Bhawan, Patna.
El nombramiento de Kovind fue criticado por el entonces Ministro en Jefe de Bihar, Nitish Kumar, ya que se produjo meses antes de las elecciones a la Asamblea del Estado y el nombramiento se hizo sin consultar al Gobierno del Estado, como recomendó la Comisión Sarkaria. Sin embargo, el mandato de Kovind como Gobernador, fue elogiado por constituir una comisión judicial para investigar las irregularidades en la promoción de maestros no merecedores, la mala administración de los fondos y el nombramiento de candidatos no merecedores en las universidades. En junio de 2017, cuando Kovind fue anunciado como candidato para la elección presidencial, Nitish Kumar lo respaldó y lo elogió por su buen desempeño trabajando con la gobernación del estado.

## Presidencia

### Elección de 2017
Después de anunciar su candidatura a la presidencia de la India, dimitió como gobernador de Bihar el 20 de junio de 2017.
Kovind obtuvo la victoria contra la expresidenta del Lok Sabha, Meira Kumar, la candidata presidencial de la oposición. Kovind recibió 2930 votos electorales (702 044 votos, equivalentes al 65,65 %) en comparación con los 1844 votos electorales de Kumar (367 314 votos, equivalentes al 34,35 %); 77 votos fueron invalidados. Después de K. R. Narayanan, es el segundo dalit en llegar al cargo de presidente, y el primer candidato del Bharatiya Janata en ser elegido. A pesar de recibir muchos votos menos que Kovind, Meira Kumar también rompió el récord de ser la candidata perdedora más votada en la historia electoral de la India. Kovind prestó juramento el 25 de julio.

## Controversias
En 2010, emitió una polémica declaración sobre que el Islam y el Cristianismo eran "ajenos a la nación". Hizo este comentario en respuesta a la Comisión Ranganath Misra, que recomendó una reserva del 15 por ciento para las minorías religiosas y lingüísticas en los empleos del gobierno. Aunque más recientemente, la cuestión se planteó en los medios de comunicación si se le o no se cita mal y que, de hecho, dijo "El Islam y el cristianismo son ajenos a la noción (de casta)" en contra de lo que se informó como "nación".

## Vida personal
Kovind se casó con Savita Kovind el 30 de mayo de 1974. Tienen un hijo, Prashant Kumar, y una hija, Swati.